# Podocarpus guatemalensis
Podocarpus guatemalensis — вид хвойних рослин родини подокарпових.

## Поширення, екологія
Країни поширення: Беліз, Колумбія, Коста-Рика, Еквадор, Сальвадор, Гватемала, Гондурас, Мексика (Оахака, Веракрус), Нікарагуа, Панама. Зустрічається в змішаних хвойно-покритонасінних лісах або соснових лісах, часто уздовж струмків. Висотний діапазон зібраних зразків 1–1400 м над рівнем моря, але вид найбільш поширений нижче 1000 м над рівнем моря.

## Використання
Цей вид використовується для виготовлення меблів і загальних конструкцій. Не відомий у вирощуванні за винятком кількох ботанічних садів.

## Загрози та охорона
Локально загрожує лісозаготівля. Цей вид був записаний з кількох охоронних територій, в тому числі  ісп. Area de Conservación Guanacaste, Altos de Campaña, Rincón de la Vieja, Rio Indio Maíz, Mountain Pine Ridge Reserves.